# يواكيم كيلبوم
يواكيم كيلبوم (بالسويدية: Joakim Kjellbom) مواليد 22 أبريل 1979 في باراغولد، هو لاعب كرة سلة سويدي. بدأ مسيرته الاحترافية في سنة 2004. يلعب مع نورشوبينغ دولفينز في الدوري السويدي لكرة السلة كلاعب وسط. يحمل الرقم 6. لعب مع سندسفال دراغونز.

## روابط خارجية
- يواكيم كيلبوم على موقع الاتحاد الدولي لكرة السلة (الإنجليزية)
- يواكيم كيلبوم على موقع كرة السلة الأوروبية.كوم (الإنجليزية)
- يواكيم كيلبوم على موقع كلية كرة السلة في سبورتس رفرنس.كوم (الإنجليزية)
- يواكيم كيلبوم على موقع ريلجم (الإنجليزية)
- يواكيم كيلبوم على موقع بروبوليرز (الإنجليزية)